# 田中義人
田中 義人（たなか よしと、1973年9月2日 - ）は、日本のギタリスト、音楽プロデューサー。北海道札幌市出身。

## 来歴
1983年、小学5年時にマイケル・ジャクソンの『スリラー』に影響されて音楽にのめり込む。
1987年、中学3年時に従兄の影響でギターを始める。
高校時代にスラッシュメタルバンド『グスタフ』に加入、メンバーには後にLOUDNESSに加入した鈴木政行も在籍。大学中退後、地元でヤマハ音楽教室でギター講師をしていた。
1997年11月にプロを目指し上京。
1999年、木村佳代子の推薦でMonday満ちるのバンドへ参加し、バンマスだったGENTAの推薦からbirdのツアーギタリストを務め始める。birdのプロデューサーであった大沢伸一とはその縁で出会う。サックス奏者のルー・タバキンと競演。
2000年、大沢伸一主宰のプロジェクトMONDO GROSSOに参加。同年6月にリリースされたアルバム『MG4』の大沢と共同プロデュースを手がける。また、この頃、プロデュース・チームでの活動が目立つようになる。"Sleepy Tonge"（大沢伸一《MONDO GROSSO》 、野崎良太《Jazztronik》）では椎名林檎の兄である椎名純平を、"majestic12"（野崎良太 《Jazztronik》）ではJAFROSAXや唐沢美帆等を手掛けた。
2004年、森山良子 “US Jazz Live Tour2004”に島健（piano）カルテットのメンバーとして参加し、NY Blue Note公演にてマイケル・ブレッカー（sax）と競演。
2006年、ピアニスト・塩谷哲のアルバム『Hands of GUIDO』（グイードの手）を塩谷と共同プロデュース。アルバムの約半数の楽曲で作曲・共作にも関わる。
2007年よりスガシカオのサポートバンド「FUNK FIRE」に参加（～2015年）。
2013年2月13日、1st Album『THE 12-YEAR EXPERIMENT』をリリース。
2014年、BamBasic Effectribeよりオーバードライブエフェクター「YT-902」を発表。初回18台、2回目30台を販売。
2017年10月11日、2015年頃から局所性ジストニアを患い、その後の手術と約1年にわたるリハビリテーションを行ったことで、再起できるようになったことをオフィシャルブログにて公表。2018年8月6日からは闘病記を日本経済新聞日曜日付の医療・健康面に連載した。
2018年8月4日、配信限定『Smells Like 44 Spirit』をリリース。スガシカオが歌う『Smells』がSpotifyの2018年8月13日付バイラルチャートで1位を獲得。
2019年3月31日の『関ジャム』（テレビ朝日）にて、「プロが本気で選んだ!!カッコいいギタープレイ20選」に、レコーディングに参加した『夏の思い出』が選出。9月23日、東京カリ〜番長のギター主任に就任。
2021年12月8日、2nd Album『TIME』をリリース。

## 参加バンド・グループ・プロジェクト

### 現在活動しているグループ
TOO-HIGH
- 札幌時代に結成。メンバーは扇谷研人（Kb）、山田章典（B）、田中栄二（Dr）

なお、TOO-HIGH Plusでは上記メンバーに松田肇（G）と松本圭司（Kb）が加わる。
C.C.KING
- 2010年結成。メンバーは松原秀樹（B）、玉田豊夢（Dr）、森俊之（Kb）。

2012年6月15日、1st Album『C.C.KING』をリリース。
2015年1月22日、2nd Album『C.C.KING II』をリリース。
URBAN GROOVE-FITTERS
- 2015年6月15日結成。メンバーは臼井ミトン（Vo,Kb）、中條卓（B）、沼澤尚（Dr）。

2019年2月7日、『OFFICIAL BOOTLEG Vol.1』をリリース。以後Vol.7までリリース。
Flick＆Slide
- 2018年結成。メンバーは大江康太（G）、林あぐり（B）、稲田一朗（Dr）

NU/NC（ヌンク）
- 2020年結成。アートディレクター山﨑晴太郎との音楽ユニット。

2020年1月16日、『recollection／或る風景の記憶』をリリース。
ファンクザウルス
- 2023年2月26日結成。ギターザウルスというメンバーネームで活動。

メンバーはボスザウルス（スガシカオ、Vo）、ベースザウルス（坂本竜太、B）、シンセザウルス（Gakushi、Key）。

### 過去に活動していたグループ
Bossa Pianikita
- 1998年結成。メンバーはピアニカ前田（ピアニカ）、坂田学（Dr）、宮田まこと（G.Gt）[8]。

2001年7月18日、1st Album『EL CIELO』をリリース。
2003年9月3日、2nd Album『ピアニダージ』をリリース。
SUPER SALT BAND
- 2012年結成。メンバーは塩谷哲（P）、山木秀夫（Dr）、松原秀樹 (B）、大儀見元（Per）

2013年4月3日、塩谷哲名義で『Arrow of Time』をリリース。

### ギタリストとして参加した主な楽曲
Spotifyのコラボプレイリスト、Yoshito Tanaka / 田中義人 plays;を参照。

### ギタリストとして参加した主なライヴツアー
- 2000年 - 2002年  bird
- 2004年 - bird、森山直太朗、中島美嘉、葉加瀬太郎、森山良子
- 2005年 - bird、森山直太朗
- 2006年 - bird、今井美樹、m-flo、akiko
- 2007年 - bird、中島美嘉、スガシカオ、塩谷哲グループ、akiko
- 2008年 - bird、今井美樹、スガシカオ、塩谷哲グループ
- 2009年 - 中島美嘉、スガシカオ
- 2010年 - bird、スガシカオ
- 2011年 - 葉加瀬太郎、今井美樹、塩谷哲、レミオロメン
- 2012年 - bird、葉加瀬太郎、スガシカオ、塩谷哲、藤巻亮太
- 2013年 - bird、葉加瀬太郎、塩谷哲 with SUPER SALT BAND、藤巻亮太、柴田淳
- 2014年 - bird、葉加瀬太郎、スガシカオ、松下奈緒、さかいゆう、May J.、ナオト・インティライミ
- 2015年 - bird、葉加瀬太郎+クライズラー&カンパニー、さかいゆう、スキマスイッチ
- 2016年 - 松下奈緒
- 2019年 - 葉加瀬太郎
- 2020年 - 葉加瀬太郎
- 2021年 - 葉加瀬太郎、アイナ・ジ・エンド、KREVA